# Zayra Álvarez
Zayra Álvarez, es una cantante, compositora, actriz, directora y fotógrafa puertorriqueña, radicada en la actualidad en Texas. 

## Carrera

### Música
Hija de Luis Álvarez Cruz y Ana Dones Torres, Zayra nació en el ciudad costera de Arroyo, Puerto Rico. Desde una temprana edad empezó a mostrar interés en la música y a la edad de 14 años empezó a tocar en diferentes bandas. Se graduó como Ingeniera Industrial en la Universidad de Puerto Rico en Mayagüez. Luego de graduarse, Álvarez visitó Texas, Estados Unidos, donde descubrió la variada escena musical de Dallas. Allí firmó un contrato con Brando Records para grabar el álbum Ruleta, producido por Javier Willis.
Poco tiempo después participó en el reality de la CBS Rockstar: Supernova en 2006. Durante su estancia en el programa, interpretó versiones de canciones reconocidas como "Call Me", "867-5309/Jenny", y "Everybody Hurts". Fue eliminada del show el 16 de agosto. Luego de su experiencia en Rockstar, Zayra decidió mudarse a Austin y empezar a grabar música en inglés, abandonando los sonidos latinos para dedicarse a la música dance. En 2010 publicó el álbum Baby Likes to Bang, seguido de una gira promocional por los Estados Unidos.
El álbum representó la transición de Zayra a la música dance. Se desprendieron dos sencillos del álbum. "V.I.P.", el primer sencillo del álbum ingresó en el Top 5 de Billboard Dance Club Songs. El segundo sencillo "Baby Likes to Bang" se lanzó el 8 de noviembre de 2010. Este fue posicionado en el lugar número uno en el Dance Breakout en su primera semana en la misma lista.
En 2019, esta preparando nuevo material discográfico. "Nena Catalina es la nueva encarnación de la ex artista musical de Sony, Zayra Álvarez. Esta vez, se embarca en un álbum conceptual inspirado en las historias vividas a través de generaciones de la mujer en su familia y su cultura en su lugar de nacimiento de Puerto Rico".

### Otras actividades
Zayra protagonizó la película independiente "Lycanthrope". En la película se incluyó una de sus canciones originales llamada "This Is Love", disponible en el relanzamiento de su álbum Ruleta. También trabajó como fotógrafa para la banda Blue October y codirigió un vídeo musical de Tori Velasquez y Merrit Fields.

## Discografía

### Álbumes
- Ruleta
- Rock Me Baby
- Pretty Baby
- Baby Likes To Bang
- Nena Catalina

### Apariciones en otros álbumes
- Blue October - History for Sale, voz en "Come in Closer"
- Blue October - Argue With a Tree, voz en "Come in Closer"
- Blue October - Foiled, coros en "Into the Ocean"